# 穆拉特·哈桑诺夫
穆拉特·鲁斯拉诺维奇·哈桑诺夫（羅馬化：Murat Ruslanovich Khasanov；1970年12月10日—）是俄罗斯桑搏和柔道运动员。他是唯一一位11次获得桑博世界重量级冠军的人。被认为是最伟大的桑博练习者之一，也是国际桑搏总会名人堂的成员。由于在体育方面取得的成就，他于1995年被授予桑博“俄罗斯荣誉体育大师”荣誉称号，并于2003年被授予友谊勋章。他现任国家杜马议员。